# Академия ФК «Кайрат» имени Е. А. Пехлеваниди
«Академия ФК «Кайрат» им. Е. А. Пехлеваниди» — алмаатинская футбольная спортивная школа. Академия названа в честь выдающегося игрока алмаатинского «Кайрата» — Евстафия Пехлеваниди. 

## История

### Учебно-тренировочная база ФК «Цесна»
В 2000 году в Алма-Ате создаётся футбольный клуб «Цесна», для которого на улице Магнитной создаётся учебно-тренировочная база. В 2003 году клуб был переименован в «Алма-Ату», а в 2009 году входит в состав астанинского «Локомотива»).
В 2010 году новый клуб «Цесна» начал участие в первой лиге страны, продолжая использовать УТБ «Цесна» как домашнюю арену. Также на поле учебно-тренировочной базы проводит свои игры молодёжный состав ФК «Кайрат» в рамках Турнира команд дублёров клубов Премьер-лиги. 

### Стадион ФК «Кайрат»
В декабре 2011 года была достигнута договорённость о приобретении футбольной школы «Цесна» компанией «КазРосГаз» и дальнейшем слиянии с командой «Кайрат». ФК «Цесна» становится фарм-клубом «Кайрата».
После расформирования ФК «Кайрат-Академия» поле стадиона использовалось вплоть до июня 2015 года для молодёжного состава ФК «Кайрат» в рамках Турнира команд дублёров клубов Премьер-лиги.

### Реконструкция
После приобретения контрольного пакета акций ФК «Кайрат» компанией КазРосГаз в 2011 году была поставлена цель создать единую клубную инфраструктуру. Она должна включать в себя подготовку молодых футболистов с раннего возраста и переход на комплектацию команды воспитанниками футбольного клуба. Для этих целей была разработана программа развития клубной инфраструктуры, которая включала в себя создание детской и юношеской академии, а также строительство новой учебно-тренировочной базы для основного состава. При этом о судьбе стадиона ничего не было известно.
В июне 2015 года начинается масштабная реконструкция объекта.  

### Академия
10 мая 2017 года была открыта Академия футбола ФК «Кайрат». Она была названа в честь выдающегося игрока алмаатинского «Кайрата» — Евстафия Пехлеваниди. Открытие прошло в присутствии ветеранов клуба. В рамках мероприятия состоялся футбольный матч со звёздами казахстанской эстрады, в котором со счётом 4-0 победу одержали ветераны.

## Инфраструктура
Для спортивной подготовки воспитанников была создана полноценная спортивная инфраструктура: два поля с искусственным покрытием (одно крытое), тренажёрный и гимнастические залы, раздевалки и медицинский блок. Для проживания воспитанников в академии имеется общежитие. Для нужд клуба в здании академии расположены офисы для тренеров и администрации.

### Стадион
В рамках создания академии был реконструирован стадион с натуральным газоном и трибунами со вместимостью 500 человек.
В 2001—2008 годах стадион является домашним для молодёжного состава ФК «Алма-Ата».
В 2010—2012 года на стадионе выступает ФК «Цесна» (Алма-Ата).
В 2010—2015 годах и с 2018 года стадион становится домашней ареной для молодёжного состава ФК «Кайрат». 